# Großzössen
Großzössen ist ein Ortsteil von Neukieritzsch im Landkreis Leipzig (Freistaat Sachsen). Bis zu seiner Eingemeindung im Jahr 1994 nach Lobstädt war der Ort eine selbständige Gemeinde. Der 1948 eingemeindete Ortsteil Kleinzössen wurde zwischen 1968 und 1971 durch den Tagebau Witznitz II beseitigt.

## Geografie
Großzössen liegt in der Leipziger Tieflandsbucht 30 km südlich von Leipzig im Nordwesten von Borna.
Bis Mitte des 20. Jahrhunderts lag Großzössen zwischen Pleiße im Westen und Eula im Osten. Kleinzössen lag nordöstlich von Großzössen am anderen Ufer der Eula. Die Tagebaue Witznitz I und II veränderten das Umfeld von Großzössen nachhaltig. Durch den zwischen 1911 und 1949 betriebenen Tagebau Witznitz I wurde das Gebiet östlich von Großzössen abgebaggert. In der Folgezeit entstand aus dem Restloch das Speicherbecken Witznitz. Der Tagebau Witznitz II veränderte zwischen 1946 und 1993 den Bereich westlich und nördlich von Großzössen. Durch den Tagebau wurde der Nachbarort Kahnsdorf fast völlig isoliert, die Pleiße nach Westen verlegt und die Wyhra in einem Bogen nördlich um Großzössen herum geleitet. Die Eula mündet so nordöstlich des Orts in die Wyhra. Der Ortsteil Kleinzössen verschwand im Tagebau.
Nach der Flutung der Tagebaurestlöcher von Witznitz II liegen nun im Norden von Großzössen der Kahnsdorfer, Hainer und Haubitzer See. Die Flur Kleinzössens liegt südlich des Hainer Sees.

## Geschichte

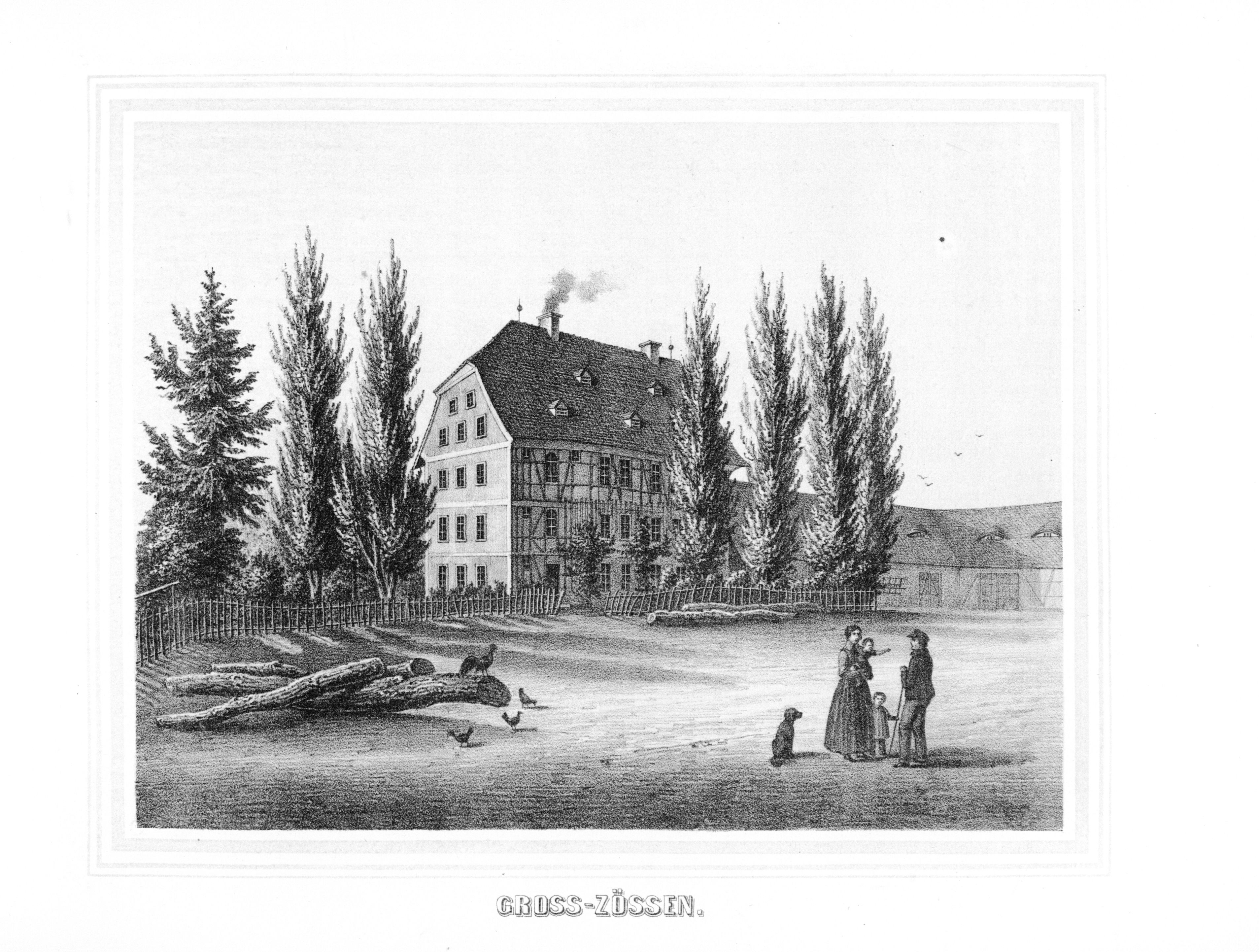
Rittergut Großzössen

Das Rittergut in Großzössen wurde bereits um 1445/1447 erwähnt. Unter der Gerichtsbarkeit des neuschriftsässigen Guts standen die Orte Großzössen, Kleinzössen und Hain. Sie gehörten bis 1856 zum kursächsischen und königlich-sächsischen Amt Borna. Besitzer des Ritterguts Großzössen waren im 15. Jahrhundert die Familien von Könneritz und von Breitenbach. 1606 gelangte es durch Kauf an die Herren von Einsiedel, denen das benachbarte Rittergut Lobstädt gehörte und in deren Besitz verblieb es bis 1871. Nach dem Beschluss des sächsischen Justizministeriums wurde am 21. April 1856 die Patrimonialgerichtsbarkeit über Groß- und Kleinzössen dem Königlichen Landgericht Borna übertragen, während Hain unter die Verwaltung des Königlichen Landgerichts Rötha kam. 1875 wurden die Orte der Verwaltung der Amtshauptmannschaft Borna unterstellt. Seit Anfang des 20. Jahrhunderts veränderte der Braunkohleabbau die Landschaft um Großzössen erheblich. Zwischen 1907 und 1949 zerstörten die Tagebaue Witznitz I, Victoria und Dora-Helene I den Bereich südöstlich von Großzössen in Richtung Borna. Davon betroffen waren auch Flussabschnitte von Wyhra und Eula.
Am 1. Oktober 1948 wurde Kleinzössen nach Großzössen eingemeindet. 1952 wurde der Ort dem Kreis Borna im Bezirk Leipzig zugeordnet. Mit dem 1946 erfolgten Aufschluss des Tagebaus Witznitz II westlich von Großzössen veränderte sich in den folgenden Jahren die Landschaft westlich und später nördlich des Orts. Zwischen 1949 und 1961 schwenkte der Abbau im Baufeld 1 um einen Drehpunkt westlich von Großzössen, wodurch Großzössen und Kahnsdorf durch den Tagebau räumlich von Neukieritzsch getrennt wurden. Nachdem das Baufeld 2 mit dem Drehpunkt nordwestlich von Kahnsdorf im Jahr 1960 eröffnet worden war, rückte der Abbau zunächst von Großzössen weg. Durch die 1963/1964 erfolgte Verlegung der Pleiße nach Westen um den Tagebau herum, rückte diese weiter vom Ort weg.
Zwischen 1968 und 1971, als das sich im Uhrzeigersinn bewegende Abbaufeld 2 nördlich von Kahnsdorf stand, begann die Aussiedlung der rund 350 Bewohner und der Abbruch von Kleinzössen. Bis 1974 wurde die Ortsflur abgebaggert. In diesem Jahr hatte der Tagebau den nördlichen Rand von Großzössen erreicht. Im nun begonnenen Abbaufeld 3 wanderte er nach Osten. Die Verbindungsstraße von Großzössen nach Haubitz bildete dabei die südliche Abbaugrenze. Der Ort war neben dieser Straße nur noch vom südlich liegenden Lobstädt her erreichbar. Der von drei Seiten vom Tagebau umschlossene Nachbarort Kahnsdorf hatte als einzige Ortsverbindung die Straße über Großzössen.
Die mit der Deutschen Wiedervereinigung 1989/1990 einhergehende wirtschaftspolitische Veränderung führte zu einem drastischen Rückgang des Braunkohlebedarfs, wodurch der Tagebau Witznitz II trotz vorhandener Lagerstätten bis 1993 vorzeitig stillgelegt wurde. Aus den drei renaturierten Restlöchern im Norden von Großzössen entwickelten sich in der Folgezeit der Kahnsdorfer, der Hainer und der Haubitzer See, von denen der Hainer See, der direkt nördlich von Großzössen liegt, auch touristisch genutzt wird. Einschließlich des Speicherbeckens Witznitz liegt der Ort zwischen vier Seen. Die ehemalige Ortsflur von Kleinzössen liegt nach der Renaturierung am Südufer des Hainer Sees.
Großzössen wurde am 1. Januar 1994 zeitgleich mit Kahnsdorf nach Lobstädt eingemeindet. Durch die am 1. April 2008 erfolgte Eingemeindung von Lobstädt wurde Großzössen ein Ortsteil von Neukieritzsch.

## Verkehr
Zwischen den östlichen Nachbarorten Haubitz und Eula verläuft die A 72, im südlichen Nachbarort Lobstädt die Bundesstraße 176. In Lobstädt existiert zudem ein Halt der S-Bahn Mitteldeutschland.